# Ateliers et chantiers de la Seine-Maritime
Les Ateliers et chantiers de la Seine-Maritime désignent le chantier naval du Trait (Seine-Maritime), fondé en 1916-1917 par Worms & Cie. 

## Histoire
La création de l'entreprise s'accompagne de la construction d'une cité-jardin pour loger le personnel.
Le méthanier Jules Verne est le grand navire qui y est construit en 1964.
Une fusion s'opère avec le chantier naval de La Ciotat en 1966.
Le chantier cesse son activité en 1972.
Au XXIe siècle, le site appartient à la société Technip, cependant qu'une partie des anciennes cales de lancement sont acquises fin 2018 à un chantier de déconstruction navale, Demonaval Recycling.

## Navires lancés au Trait
Les sous-marins suivants ont été lancés par les ACSM :
- Antiope (Q160)
- Amazone (Q161)
- Oréade (Q164)
- Sibylle (Q175)
- Vénus (Q187)
- Cérès (Q190)
- Favorite (Q195) (Sabordé)
- Africaine (Q196)
- Armide (Q207) (inachevé)

- Morse (S638)

Les torpilleurs suivants :
- Basque
- L'Incomprise
- Bouclier

Les dragueurs de mines suivants :
- M734 Croix du Sud
- M735 Étoile polaire
- M742 Orion
- M743 Sagittaire

Les bâtiments de débarquement de chars :
- L9004 Bidassoa
- L9008 Dives

Autres : 
- charbonnier Chef-mécanicien Armand Blanc[4], 1922
- pétrolier Le Loing